# Silene obtusifolia
Silene obtusifolia — вид квіткових рослин родини Гвоздичні (Caryophyllaceae).

## Морфологія
Одно-, дво-, або багаторічна рослина заввишки 7–30(50) см, часто деревна біля основи. Листя до 35×21 мм. Суцвіття містять 5–8 квітів. Капсули 6–8 мм, мають циліндричну форму. Насіння 0,4–0,5 × 0,7–0,9 мм, ниркоподібне.

## Поширення
Батьківщина. Алжир, Іспанія, Гібралтар, Марокко. Населяє суглинно-вапняні прибережні скелясті ділянки, рідко росте на морському піску.